# Zinco nativo
Lo zinco nativo è un minerale di zinco. La presenza in natura dello zinco nativo è una scoperta moderna, in quanto lo zinco è molto reattivo e si ossida velocemente a contatto con l'aria.

## Abito cristallino
Esagonale, microcristallino.

## Origine e giacitura
Lo zinco nativo si forma per ossidazione della sfalerite, della djurleite o come prodotto delle esalazioni vulcaniche.

## Forma in cui si presenta in natura
Lo zinco si trova in grani ovoidali o piatti, non più grandi di 15 µm, come inclusione in altri minerali, in associazione con il rame nativo.